# ماثيو بيل (لاعب دوري الرغبي)
ماثيو بيل (بالإنجليزية: Matthew Bell)‏ هو لاعب دوري الرغبي أسترالي، ولد في 30 أغسطس 1981 في بريزبان في أستراليا.